# Juan José Laborda Martín
Juan José Laborda Martín (Bilbao, País Basc, 1947) és un polític i professor universitari basc, que fou president del Senat entre 1989 i 1996.

## Biografia
Va néixer el 4 d'octubre de 1947 a la ciutat de Bilbao. Va estudiar història a la Universitat de Valladolid, on es va llicenciar el 1969. Posteriorment es va llicenciar en periodisme a la Universitat de Navarra. Interessat en la docència, ha estat professor d'història moderna a la Universitat de Burgos i d'història contemporània a la Universitat de Valladolid.

## Activitat política
Membre del Partido Socialista Obrero Español (PSOE) des de 1975, també ha militat a la UGT. En les eleccions generals de 1977 fou escollit senador al Senat en representació de la província de Burgos, escó que ha repetit en totes les legislatures entre 1977 i 2004. Entre 1989 i 1996, durant dues legislatures consecutives, fou escollit president del Senat.
Fou membre del Consell d'Europa entre 1979 (moment en el qual Espanya en passà a formar part) i 1982; l'any 1987 fou escollit procurador a les Corts de Castella i Lleó, exercint aquest càrrec fins al 1991.